# Viktor Tokaji
Viktor Tokaji (ungarisch Tokaji Viktor; * 11. Januar 1977 in Dunaújváros) ist ein ehemaliger ungarischer Eishockeyspieler, der den Großteil seiner Karriere beim Dunaferr SE Dunaújváros und bei Alba Volán Székesfehérvár verbrachte.

## Karriere
Viktor Tokaji begann seine Karriere als Eishockeyspieler in der Jugend von Dunaferr SE Dunaújváros, für dessen Profimannschaft er von 1994 bis 2006 in der Ungarischen Eishockeyliga aktiv war. In dieser Zeit gewann der Verteidiger vier Mal die nationale Meisterschaft und acht Mal den nationalen Pokal mit seiner Mannschaft. Des Weiteren wurde der Linksschütze sechs Mal Vizemeister mit Dunaferr SE Dunaújváros. Für die Saison 2006/07 wechselte der Ungar schließlich zum Huddinge IK in die zweitklassige schwedische HockeyAllsvenskan, den er nach der Saison bereits wieder verließ. 
Im Sommer 2007 kehrte Tokaji in seine ungarische Heimat zurück, wo er einen Vertrag bei Alba Volán Székesfehérvár unterschrieb, für das er seither in der Österreichischen Eishockey-Liga auf dem Eis steht. Parallel spielt er für Alba Volán in den Playoffs der ungarischen Eishockeyliga und wurde 2008, 2009, 2010, 2011 und 2012 jeweils Ungarischer Meister mit seiner Mannschaft. 2015 wechselte er zum neu in die ungarisch-rumänische MOL Liga aufgenommenen ungarischen Hauptstadtklub MAC Budapest, wo er 2016 seine Karriere beendete.

### International
Für Ungarn nahm Tokaji im Juniorenbereich an den U18-Junioren-B-Europameisterschaften 1993, 1994 und 1995 sowie der U20-Junioren-C-Weltmeisterschaft 1995 teil.
Im Seniorenbereich stand er im Aufgebot seines Landes bei den C-Weltmeisterschaften 1995, 1996, 1997, 1998 und 2000, bei den B-Weltmeisterschaften 1999, bei den Weltmeisterschaften der Division I 2001, 2002, 2003, 2004, 2006, 2007, 2008, 2010, 2011, 2012, 2013 und 2014 sowie bei der Weltmeisterschaft der Top-Division 2009. Zudem nahm er an den Qualifikationsturnieren für die Olympischen Winterspiele 2006, 2010 und 2014 teil.
Bei der Weltmeisterschaft 2015 in der Division I konnte er verletzungsbedingt nicht spielen und wurde stattdessen von Trainer Rich Chernomaz in den Betreuerstab der Magyaren berufen. Anfang Februar 2016 erklärte er seinen Rücktritt aus der ungarischen Nationalmannschaft.

## Erfolge und Auszeichnungen
- Ungarischer Meister: 1996, 1998, 2000, 2002 mit Dunaferr SE Dunaújváros; 2008, 2009, 2010, 2011, 2012 mit Alba Volán Székesfehérvár
- Ungarischer Vizemeister: 1997, 1999, 2001, 2003, 2004, 2005 mit Dunaferr SE Dunaújváros
- Ungarischer Pokalsieger: 1995, 1996, 1998, 2000, 2001, 2002, 2003 und 2004 mit Dunaferr SE Dunaújváros
- Rookie des Jahres der Ungarischen Eishockeyliga: 1994/95

### International
- 1998 Aufstieg in die B-Weltmeisterschaft bei der C-Weltmeisterschaft
- 2000 Aufstieg in die B-Weltmeisterschaft bei der C-Weltmeisterschaft
- 2008 Aufstieg in die Top-Division bei der Weltmeisterschaft der Division I

## ÖEHL-Statistik
(Stand: Ende der Saison 2014/15)